# Otto Fischer (Kunsthistoriker)

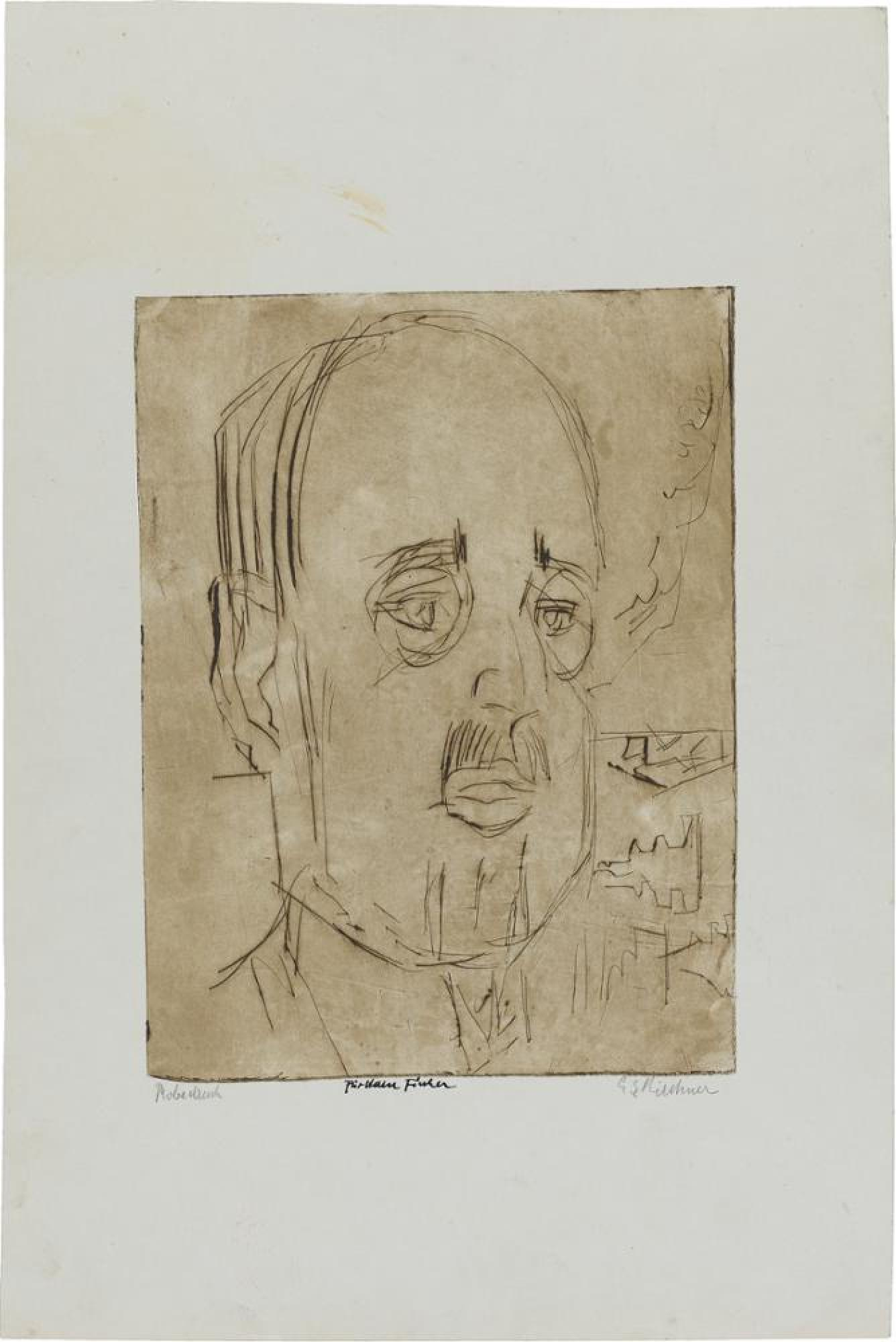
Ernst Ludwig Kirchner: Porträt von Otto Fischer ca. 1924

Eduard Jakob Otto Fischer (* 22. Mai 1886 in Reutlingen; † 9. April 1948 in Basel) war ein deutscher Kunsthistoriker und Museumsdirektor. Er galt als Experte für Chinesische Kunst.

## Leben und Wirken
Fischer wurde als Sohn von Kommerzienrat Ernst Fischer (1854–1922) und dessen Ehefrau Anna Fischer (geb. Linder) geboren. Er besuchte, wie seine Geschwister, die Lateinschule in Reutlingen. Später schickten ihn seine Eltern auf ein Internat in Bad Kreuznach, wo er 1904 die Reifeprüfung ablegte. Im Sommersemester 1904 begann Fischer an der Universität Tübingen ein Studium der Rechtswissenschaft und wurde Mitglied der Akademischen Verbindung Igel zu Tübingen. Er wechselte aber das Studienfach schon nach einem Semester und studierte dann in Tübingen von Herbst 1904 bis Herbst 1905 Kunstgeschichte und Archäologie. Danach ging er nach München und studierte bis Herbst 1906 an der dortigen Universität. Bis Ostern 1907 war er an der an die Universität Wien Student unter anderen von Julius von Schlosser. Im Dezember 1907 wurde er bei Heinrich Wölfflin mit einem Thema „Zur altdeutschen Malerei in Salzburg“ zum Doktor promoviert. Es folgten Reisen nach Frankreich und Italien.

### Fischer, ein sehr früher Ostasiatika-Experte
Seit 1909 beschäftigte sich Fischer mit chinesischer Malerei. Einen ersten Aufsatz über ostasiatische Kunst schrieb Fischer ein Jahr nach der legendären Münchener Ostasienausstellung von 1909 als Rezension. Von ihm erfährt man, dass die Ausstellung zwar „weiten Kreisen die Augen geöffnet hat für eine Kunst, von der ihnen sonst nur erst wenig bekannt und zugänglich war, sie hat […] manche Freude bereitet und manche Anregung gegeben.“ Was die Qualität der Exponate anbetraf, schränke er jedoch ein: „Die Münchner Ausstellung bot immerhin für Japan Proben fast eines jeden wichtigen Typus: meist nur mittelmäßige, doch auch einzelne treffliche Stücke.“ Einen zweiten Aufsatz verfasste er 1911 über die chinesische Kunsttheorie. 1912 habilitierte er sich an der philologisch-historischen Abteilung der Philosophischen Fakultät der Universität Göttingen mit einer Arbeit über chinesische Malerei. Nach dem Ersten Weltkrieg fasste er seine Habilitationsschrift neu und veröffentlichte sie 1923. Das Buch erreichte zahlreiche Neuauflagen.

### Mitglied der Neuen Künstlervereinigung München (N.K.V.M.)
Spätestens 1911 stieß Fischer zu dem Künstlerkreis, der im „rosafarbenem Salon“ von Marianne von Werefkin verkehrte. Durch eine Reihe von Publikationen, insbesondere in Fachzeitschriften und Periodika, hatte er sich schon damals einen Namen gemacht, der seine berufliche Karriere mit begründete. Im selben Jahr wurde er auch Mitglied der Neuen Künstlervereinigung München (N.K.V.M.). 1912 schrieb Fischer unter dem Titel Das neue Bild die erste Publikation über die N.K.V.M. Darin sind, einschließlich Alexander Mogilewskij, alle diejenigen Künstler der N.K.V.M. verzeichnet und beschrieben, die damals der Vereinigung angehörten.

### Im Dienste von Wissenschaft und Kunst
Nach dem Ersten Weltkrieg eröffnete Fischer ein Antiquariat in München. Etwa 1920 erhielt er den Ruf als Direktor an das Württembergische Museum der Bildenden Künste in Stuttgart. Finanziert durch den Fonds der deutschen Wissenschaft und des Auswärtigen Amtes trat Fischer 1925 eine Forschungsreise an, die ihn über Sibirien nach Korea, Japan, China führte, wo er von der Regierung in Peking zum „Ehrenberater“ ernannt wurde. 1926 entdeckte er in Peking den Maler Qi Baishi (1861–1957), der 1930 bei der Berliner Secession ausstellte und anschließend als „größter chinesischer Tuschkünstler der Gegenwart in der Welt und dann auch in China bekannt wurde“. Auf der Rückreise besuchte er Java und Bali.
1927 erfolgte Fischers Ruf ins Amt des Leiters des Basler Kunstmuseums als Nachfolger von Friedrich Rintelen (1881–1926), verbunden mit einer außerordentlichen Professur für Kunstgeschichte an der dortigen Universität. Für den Neubau des Kunstmuseums engagierte er als Architekten den Stuttgarter Professor Paul Bonatz und den Basler Rudolf Christ, unter deren Bauleitung „dieses seinerzeit modernste Museum Europas 1936 fertiggestellt wurde.“ Die Hängung der Bilder erfolgte nach seinen Angaben. 1936 wurde das Museum eröffnet.
Nach fast zehnjähriger Tätigkeit musste sich Fischer aus gesundheitlichen Gründen aus dem Museumsdienst zurückziehen. Sein Nachfolger in Basel wurde Georg Schmidt. 1938 zog er mit seiner Familie nach Ascona im Kanton Tessin, wo er weiterhin wissenschaftlich arbeitete und mehrere Bücher verfasste. 1945 wurde Otto Fischer schwer herzkrank und kam nach Basel zurück, wo er 1948 starb.

## Kunstsammlung
Otto Fischers Kunstsammlung muss ehemals umfangreich gewesen sein. Von Alexej Jawlensky besaß er beispielsweise das japonistische Ölgemälde Bagatelles aus der Zeit um 1904. Von Franz Marc gehörte ihm das heute verschollene Temperagemälde Liegender roter Stier.

## Schriften
- Die altdeutsche Malerei in Salzburg. Dissertation 1907 Digitalisat auf Internet Archive
- Das neue Bild. Veröffentlichung der Neuen Künstlervereinigung München. Delphin, München 1912.
- Chinesische Landschaftsmalerei. Kurt Wolff, München 1923. Digitalisat auf Internet Archive
- Die Kunst Indiens, Chinas und Japans (= Propyläen-Kunstgeschichte. Bd. 4). Propyläen, Berlin 1928. Digitalisat auf Internet Archive
- Wanderfahrten eines Kunstfreundes in China und Japan. Deutsche Verlags-Anstalt, Stuttgart/Berlin 1939.
- Kunstwanderungen auf Java und Bali. Deutsche Verlags-Anstalt, Stuttgart/Berlin 1941.
- Geschichte der deutschen Malerei. Deutsche Kunstgeschichte, Bd. 3. Bruckmann, München 1942.
- Chinesische Plastik. R. Piper & Co., München 1948.
- Geschichte der deutschen Zeichnung und Graphik (= Deutsche Kunstgeschichte. Bd. 4). Bruckmann, München 1951, DNB 451283988.